# Johnrandallia nigrirostris
Johnrandallia nigrirostris is een  straalvinnige vissensoort uit de familie van koraalvlinders (Chaetodontidae). De soort werd voor het eerst beschreven in 1862 door Theodore Nicholas Gill.
De soort staat op de Rode Lijst van de IUCN als niet bedreigd, beoordelingsjaar 2009. De omvang van de populatie is volgens de IUCN stabiel.